# Connopus
Connopus là một chi nấm trong họ Marasmiaceae, thuộc bộ Agaricales. Chi nấm được miêu tả khoa học vào năm 2010 và chỉ chứa một loài duy nhất là Connopus acervatus, trước đó được xếp trong chi Gymnopus. Chi này phân bố ở Bắc Mỹ và châu Âu, nơi chúng mọc thành các cụm dày đặc trên thân gỗ mục.